# Joan Tower
Joan Tower (New Rochelle, 6 settembre 1938) è una compositrice, pianista e direttrice d'orchestra statunitense vincitrice di un Grammy Award.
Celebrata dal The New Yorker come "una delle compositrici di maggior successo di tutti i tempi", le sue composizioni audaci ed energiche sono state eseguite nelle sale da concerto di tutto il mondo. Dopo aver ottenuto il riconoscimento per la sua prima composizione orchestrale, Sequoia (1981), un poema sinfonico che descrive strutturalmente un albero gigante dal tronco agli aghi, ha continuato a comporre una varietà di opere strumentali tra cui Fanfare for the Uncommon Woman (Fanfare per la donna non comune), che è qualcosa come una risposta a Fanfare for the Common Man di Aaron Copland, Island Prelude, cinque quartetti d'archi e un assortimento di altri poemi sinfonici. La Tower è stata pianista e membro fondatore dei Dauno Chamber Players, vincitori del premio Naumburg, che hanno commissionato e presentato in anteprima molte delle sue prime opere, tra cui la sua famosa Petroushskates.

## Biografia
Nata a New Rochelle, New York, nel 1938, la Tower si trasferì in Bolivia quando aveva nove anni, un'esperienza che è accreditata di aver reso il ritmo parte integrante del suo lavoro. Per il successivo decennio il talento della Tower nella musica, in particolare al pianoforte, crebbe rapidamente per l'insistenza di suo padre a farle ottenere uno studio costante della musica. Il rapporto della Tower con suo padre mineralogista è visibile in molti aspetti del suo lavoro, in particolare le sue "opere minerali" tra cui Black Topaz (1976) e Silver Ladders (1986). Ritorna negli Stati Uniti da giovane donna per studiare musica, prima al Bennington College, nel Vermont, e poi alla Columbia University dove studia con Otto Luening, Jack Beeson e Vladimir Ussachevsky e nel 1968 conseguì il dottorato in composizione.
Nel 1969 la Tower, insieme al violinista Joel Lester e la flautista Patricia Spencer, fondò i Da Capo Chamber Players di New York, dove suonò come pianista del gruppo. Durante la fine degli anni '70 e l'inizio degli anni '80 la Tower scrisse una serie di lavori di successo per i suonatori dei Da Capo, tra cui Platinum Spirals (1976), Amazon I (1977) e Wings (1981). Sebbene il gruppo abbia vinto diversi premi nei suoi primi anni, tra cui il Naumburg Award nel 1973, la Tower lasciò il gruppo nel 1984, sostenuta dall'immediato successo della sua prima composizione orchestrale, Sequoia (1981). Nel 1972 accettò una posizione nella facoltà di composizione al Bard College, un posto che continua a mantenere ancora oggi. La Tower ha ricevuto una borsa di studio Guggenheim nel 1976.
Nel 1985, un anno dopo aver lasciato il Da Capo, la Tower accettò una posizione presso la St. Louis Symphony Orchestra nel 1988-1991, dove era compositrice in residenza. Durante questo periodo ha prodotto due delle sue opere più significative, Amazon e Sequoia.
Divenne la prima donna a ricevere il Grawemeyer Award per la Musica nel 1990 per la sua composizione Silver Ladders. Nel 1993, su commissione del Milwaukee Ballet, la Tower compose Stepping Stones, una selezione che avrebbe diretto alla Casa Bianca. Altre composizioni degli anni '90 includono la terza Fanfare for the Uncommon Woman, diversi concerti per pianoforte (in particolare nel 1996 Rapids (Piano Concerto n. 2) e Tambor (1998), scritti per la Pittsburgh Symphony Orchestra. Nel 1999 accetta una posizione come compositore in residenza con l'Orchestra di San Luca e nel 1998 vinse il prestigioso Alfred I. DuPont Award per Distinguished American Composer della Delaware Symphony.
Nel 2002 la Tower ha vinto l'Annual Composer's Award dalla Lancaster (Pennsylvania) Symphony. Durante la stagione 2003-2004 hanno debuttato due nuovi lavori, il DNA un quintetto di percussioni commissionato da Frank Epstein e Incandescent. Nel 2004 la registrazione di Tambor, Made in America e il suo Concerto per orchestra con della Pittsburgh Symphony ottenne una nomination ai Grammy. Nel 2004 la serie "Making Music" della Carnegie Hall ha presentato una retrospettiva del corpo del lavoro della Tower, eseguita da artisti tra cui il Tokyo String Quartet ei pianisti Melvin Chen e Ursula Oppens. Nel 2005 la Tower diventò il primo compositore commissionato per il programma "Ford Made in America", l'unico progetto nel suo genere a coinvolgere orchestre di minori dimensioni come agenti commissionatori di nuove opere di grandi compositori; in questo progetto il suo Made in America di 15 minuti fu eseguito in ogni stato dell'unione durante la stagione 2005-2007. Nel 2008 Made in America e la registrazione della Nashville Symphony diretta da Leonard Slatkin hanno vinto tre Grammy Awards nelle categorie: Best Orchestral Performance, Best Classical Album e Best Classical Contemporary Composition.
Attualmente è Asher B. Edelman Professor of Music presso il Bard College in Annandale-on-Hudson, New York, membro della American Academy of Arts and Letters e fa parte del gruppo di Consulenti Artistici della Fondazione BMI.

## Lavori
La prima musica di Tower sembra riflettere le influenze dei suoi mentori alla Columbia University ed è radicata nella tradizione serialista, la cui struttura rada combaciava con il suo interesse per la musica da camera. Mentre si sviluppava come compositrice, la Tower iniziò a gravitare verso il lavoro di Olivier Messiaen e George Crumb e si staccò dal rigoroso modello serialista. Il suo lavoro diventò più colorato e spesso è stato descritto come impressionistico. Si compone spesso di gruppi o solisti specifici e mira a sfruttare i punti di forza di questi artisti nella sua composizione.
Tra i suoi lavori più importanti c'è la Fanfare for the Uncommon Woman in cinque parti, ogni parte dedicata a "donne avventurose e che corrono rischi". Ispirate da Fanfare for the Common Man di Aaron Copland, le fanfare sono scritte per 3 trombe, 4 corni, 3 tromboni, tuba e percussioni. La prima fanfara fu introdotta nel 1987 e diretta da Hans Vonk. Per la seconda fanfara, che debuttò nel 1989, la Tower aggiunse una percussione, mentre la terza, in anteprima nel 1991, è stata scritta per un doppio quintetto di ottoni, e la quarta è stata per un'orchestra completa. La quinta ed ultima parte di Fanfare per Uncommon Woman è stata commissionata dall'Aspen Music Festival nel 1993 ed è stata scritta appositamente per Joan Harris. Il pezzo è stato aggiunto al National Recording Registry nel 2014.

### Lista delle opere

#### Balletto
- Stepping Stones (1993), commissionato dal Milwaukee Ballet
  - Coreografato da Kathryn Posin

#### Orchestra
- Sequoia (1981)
  - commissionato dalla Jerome Foundation per l'American Composers Orchestra, che diede l'anteprima del lavoro con Dennis Russell Davies che ha diretto a New York
- Music for Cello and Orchestra (1984)
  - scritto per André Emelianoff
- Island Rhythms (1985)
  - commissionato dalla Florida Orchestra (con una borsa di studio della Lincoln Properties Company), che diede l'anteprima del lavoro sotto la direzione di Irwin Hoffman il 29 giugno 1985.
- Homage to Beethoven (Piano Concerto No. 1) (1985), per piano e orchestra
  - co-commissionato dalla Hudson Valley Philharmonic, la Saint Paul Chamber Orchestra ed i Philharmonia Virtuosi, con una borsa di studio del National Endowment for the Arts.
- Silver Ladders (1986)
  - commissionato dalla Saint Louis Symphony, e dedicato a Leonard Slatkin, che diresse la prima. Il lavoro vinse un premio nel 1988 Kennedy Center Friedheim Awards e nel 1990 vinse il prestigioso Grawemeyer Award.
- Clarinet Concerto (1988), per clarinetto e orchestra
  - commissionato dalla Naumburg Foundation per il clarinettista Charles Neidich, che diede la prima del lavoro con la American Symphony Orchestra diretta da Jorge Mester nel 1988
- Flute Concerto (1989), per flauto e orchestra
  - scritto per Carol Wincenc, che diede la prima del lavoro.
- Island Prelude (1989), per oboe e orchestra d'archi
  - scritto per l'oboista Peter Bowman, che diede la prima del lavoro con la Saint Louis Symphony diretta da Leonard Slatkin il 4 maggio 1989.
- Concerto for Orchestra (1991)
  - co-commissionato dalla Chicago Symphony,[8] la Saint Louis Symphony e la New York Philharmonic.
- Fanfare for the Uncommon Woman (1987–1992)
  - commissionato dalla Absolut Vodka per la Houston Symphony, la New York Philharmonic, la Orchestra of St. Luke's e la Kansas City Symphony. La prima mondiale è stata data dalla Houston Symphony sotto la direzione di Hans Vonk.
- Violin Concerto (1992), per violino e orchestra
  - commissionato dallo Snowbird Institute e dal Barlow Endowment
- Stepping Stones (1993)
  - commissionato dal Milwaukee Ballet
- Duets (1994), per orchestra da camera
  - scritto per la Los Angeles Chamber Orchestra
- Paganini Trills (1996)
  - anteprima nella Powell Symphony Hall, Saint Louis il 19 maggio 1996.
- Rapids (Piano Concerto No. 2) (1996), per piano e orchestra
  - commissionato dalla University of Wisconsin per la pianista Ursula Oppens
- Tambor (1998)
  - commissionato da Mariss Jansons e dalla Pittsburgh Symphony, che diede la prima del lavoro il 7 maggio 1998.
- The Last Dance (2000)
  - scritto per l'Orchestra of St. Luke's, che diede la prima del lavoro sotto la direzione di Alan Gilbert alla Carnegie Hall, New York il 24 febbraio 2000.
- Fascinating Ribbons (2001), per banda da concerto
  - commissionato dalla College Band Directors National Association e fu data la prima alla CBDNA Conference nel 2001.
- Strike Zones (2001), concerto per percussioni e orchestra
  - scritto per Evelyn Glennie e la National Symphony Orchestra, che diede la prima del lavoro sotto la direzione di Leonard Slatkin al Kennedy Center, Washington nell'ottobre 2001.
- In Memory (2002), per orchestra d'archi
  - trascrizione di un quartetto d'archi che la Tower scrisse per il Cavani String Quartet
- Made in America (2004), per orchestra da camera
  - commissionato dalla Ford Made in America in partnership con la Lega delle Orchestre Americane e Meet the Composer, per un consorzio di oltre 60 appassionati di orchestra in tutti gli Stati Uniti. La prima mondiale è stata tenuta dalla Glens Falls Symphony Orchestra nell'ottobre 2005.
- Purple Rhapsody (2005), concerto per viola e orchestra da camera
  - co-commissionato dalla Omaha Symphony Orchestra, la Buffalo Philharmonic, la Virginia Symphony, la Kansas City Symphony, la ProMusica Chamber Orchestra (Columbus), la Peninsula Music Festival Orchestra (Door County, Wisconsin), e la Chautauqua Symphony Orchestra, con una sovvenzione dalla Serge Koussevitzky Music Foundation in the Library of Congress. Il lavoro è stato dato in anteprima dal violista Paul Neubauer (a cui il lavoro è dedicato) e l'Omaha Symphony Orchestra nel 2005.
- Chamber Dance (2006), per orchestra da camera
  - scritto per la Orpheus Chamber Orchestra, che diede la prima del lavoro alla Carnegie Hall nel maggio 2006.
- Stroke (2010)
  - commissionato dalla Orchestra Sinfonica di Pittsburgh, che diede la prima del lavoro sotto la direzione di Manfred Honeck il 13 maggio 2011 alla Heinz Hall, Pittsburgh, Pennsylvania.
- Red Maple (2013), per fagotto e orchestra d'archi
  - anteprima da parte di Peter Kolkay, fagotto, con la South Carolina Philharmonic diretta da Morihiko Nakahara il 4 ottobre 2013.

#### Camera
- Breakfast Rhythms I. and II. (1974), per clarinetto solo, flauto, percussioni, violino, violoncello e pianoforte
- Black Topaz (1976), per flauto, clarinetto, tromba, trombone, pianoforte e due percussioni
- Amazon I. (1977), per flauto, clarinetto, violino, violoncello e pianoforte
- Petroushskates (1980), per flauto, clarinetto, violino, violoncello e pianoforte
- Noon Dance (1982), per flauto, clarinetto, percussioni, pianoforte, violino e violoncello
- Fantasy... Harbour Lights (1983), per clarinetto e pianoforte
- Snow Dreams (1983), per flauto e chitarra
- Fanfare for the Uncommon Woman (1986), per undici ottoni e tre percussioni
- Island Prelude (1989), per oboe solo e quartetto/quintetto d'archi o quintetto di fiati
- Second Fanfare for the Uncommon Woman (1989), per undici ottoni e tre percussioni
- Third Fanfare for the Uncommon Woman (1991), per dieci ottoni
- Celebration Fanfare (1993), per undici ottoni e tre percussioni
- Elegy (1993), per trombone solo e quartetto d'archi
- Fifth Fanfare for the Uncommon Woman (1993), per quattro trombe
- Night Fields (String Quartet No. 1) (1994), per quartetto d'archi
- Très lent (Hommage à Messiaen) (1994), per violoncello e pianoforte
- Turning Points (1995), per clarinetto e quartetto d'archi
- And...they're off (1997), per pianoforte trio
- Rain Waves (1997), per violino, clarinetto e pianoforte
- Toccanta (1997), per oboe e clavicembalo
- Big Sky (2000), per pianoforte trio
- In Memory (String Quartet No. 2 (2002), per quartetto d'archi
- Incandescent (String Quartet No. 3) (2003), per quartetto d'archi
- For Daniel (2004), per pianoforte trio
- DNA (2005), per quintetto di percussioni
- A Little Gift (2006), per flauto e clarinetto
- Copperwave (2006), per quintetto di ottoni
- A Gift (2007), per flauto, clarinetto, fagotto, corno e pianoforte
- Trio Cavany (2007), per pianoforte trio
- Angels (String Quartet No. 4) (2008), per quartetto d'archi
- Dumbarton Quintet (2008), per pianoforte quintetto
- Rising (2009), per flauto e quartetto d'archi
- White Granite (2010), per pianoforte quartetto
- Lavoro dii 17 muinuti, co-commissionato dal St Timothy's Summer Music Festival, Montana, il Bravo! Vail Valley Music Festival, Colorado e la LaJolla Music Society for SummerFest, California. Anteprima in Georgetown Lake, Montana l'11 luglio 2010.
- White Water (String Quartet No. 5) (2011), per quartetto d'archi, commissionato per il  Daedalus Quartet. da Chamber Music Monterey Bay.

#### Voce
- Can I (2007), per coro SSAA e due percussioni
  - scritto per lo Young People's Chorus of New York City, che ha eseguito l'opera in anteprima sotto la direzione di Francisco J. Nuñez al Miller Theatre, New York il 27 aprile 2008.

#### Strumento solista
- Platinum Spirals (1976), per violino
- Wings (1981), per clarinetto o sassofono contralto
- Clocks (1985), per chitarra
- Or like a...an engine (1994), per pianoforte
- Ascent (1996), per organo
- Holding a Daisy (1996), per pianoforte
- Valentine Trills (1996), per flauto
- Wild Purple (1998), per viola
- Vast Antique Cubes/Throbbing Still (2000), per pianoforte
- Simply Purple (2008), per viola
- Ivory and Ebony (2009), per pianoforte
- For Marianne (2010), per flauto
- String Force (2010), per violino

## Interviste
- Private Interview with Joan Tower, February 23, 1988, Saint Louis, MO, in "An Analysis of Joan Tower's Wings for Solo Clarinet", August 1992, by Nancy E. Leckie Bonds
- Private Interview with Joan Tower, May 21, 1988, Saint Louis, MO, in "An Analysis of Joan Tower's Wings for Solo Clarinet", August 1992,  by Nancy E. Leckie Bonds,
- Frank J. Oteri, "Joan Tower: Made In America", in NewMusicBox (Intervista), Pubblicata il 1º ottobre 2005, 15 settembre 2005.
- The composer in conversation with Bruce Duffie, published in New Music Connoisseur Magazine, Spring, 2001.
- Bruce Duffie, Joan Tower interview, su bruceduffie.com, aprile 1987.

## Discografia
- Big Sky: Chamber Music of American Women Composers. URL consultato il 19 aprile 2019 (archiviato dall'url originale il 30 settembre 2009). White Pine WPM202
- Cantos Desiertos / BEASER / TOWER / LIEBERMANN. Naxos – Catalogue No:8.559146
- Chamber and Solo Music. Naxos – Catalogue No:8.559215 Chamber Music, Instrumental
- Silver Ladders / Island Prelude / Sequoia. Naxos – Catalogue No:FECD-0025
- TOWER: Made in America / Tambor / Concerto for Orchestra. Naxos – Catalogue No: 8.559328
- WORLD PREMIERE COLLECTION. Naxos-  Catalogue No: FECD-0032